# Henri-Louis Dupray
Louis Henry Dupray ou Henri Dupray, né le 3 novembre 1841 à Sedan et mort le 17 avril 1909 à Paris (15e arrondissement), est un peintre, graveur et illustrateur français.
Il est connu principalement pour ses peintures d'histoire et plus particulièrement de scènes militaires.

## Biographie
Initialement destiné à une carrière militaire, Henri-Louis Dupray est contraint, à la suite d'un accident de cheval, de renoncer à cette voie. Son intérêt pour l'art se développe, notamment à travers le dessin technique et il devient rapidement l’élève des peintres Léon Cogniet et Isidore Pils aux Beaux-Arts de Paris. Dès le début de sa carrière artistique, Dupray se spécialise dans la représentation de sujets militaires, ne se consacrant que très occasionnellement à l'élaboration de portraits. À partir de 1863, il expose régulièrement au Salon et devient, dès 1865, membre de la société des aquafortistes. Le peintre Édouard Manet appartient à son cercle d'amis. Il lui demandera par ailleurs de poser pour une de ses dernières toiles, Un Bar aux Folies Bergère, peinte entre 1881 et 1882.
Les scènes issues de la Révolution française et des guerres napoléoniennes sont prédominantes dans l'œuvre de Dupray jusqu'en 1870, où viennent s'ajouter de plus en plus de dessins, peintures et illustrations portant sur la guerre franco-allemande de 1870. Il participe à la conception de la suite Binant.
Il est nommé chevalier de la Légion d'honneur en 1878.
Outre des peintures à l'huile, Dupray réalise au cours de sa vie diverses eaux-fortes (École de tambours, La Patrouille, Brigadier, etc.). Ses dessins paraissent à plusieurs reprises dans la revue Le Courrier français et il se voit confier à plusieurs reprises le rôle d'illustrateur de livres pour divers auteurs comme Alfred de Vigny, Henri Dupont-Delporte ou encore Victor Hugo.

## Œuvres dans les collections publiques

### France
- Bayeux, musée Baron Gérard : Le Défilé militaire.
- Grenoble, musée de Grenoble : Visite aux avant-postes pendant le siège de Paris, 1870.
- Paris :
  - musée de l’Armée :
    - Place d'armes sous la Restauration ;
    - Halte de chasseurs et dragons ;
    - Charge de dragons.

  - musée Carnavalet : Les Fusiliers marins à l'attaque du Bourget, le 21 décembre 1870.
- Rochefort, musée Hèbre de Saint-Clément : Artilleurs.
- Sedan, musée municipal : Charge de cuirassiers.

### Royaume-Uni
- Londres, National Army Museum : Bataille de Tel-el-Kebir, vers 1900.

Œuvres d'Henri-Louis Dupray
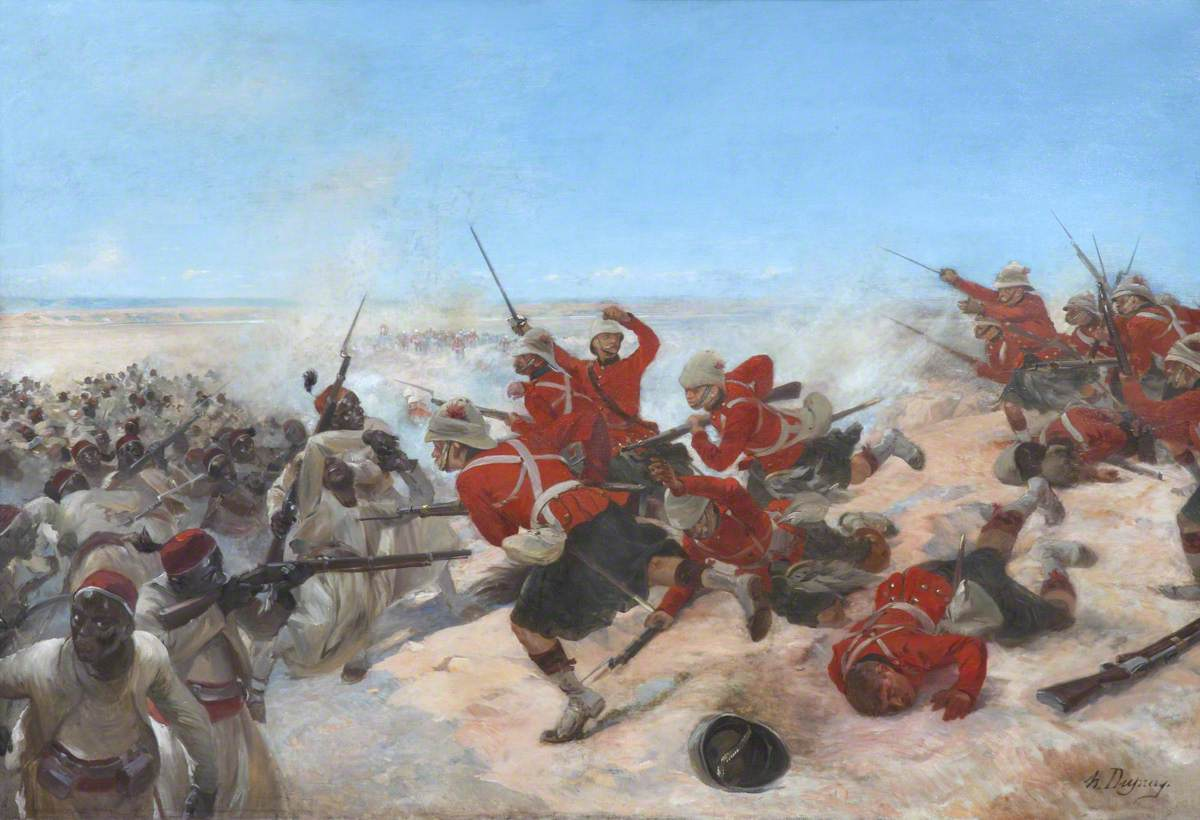
Bataille de Tel-el-Kebir (vers 1900), Londres, National Army Museum.
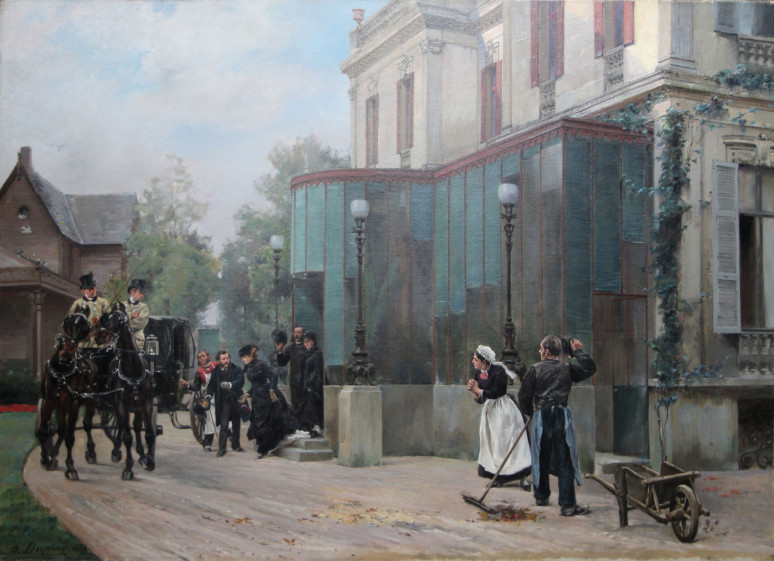
Départ incognito, Philadelphie, université des arts.
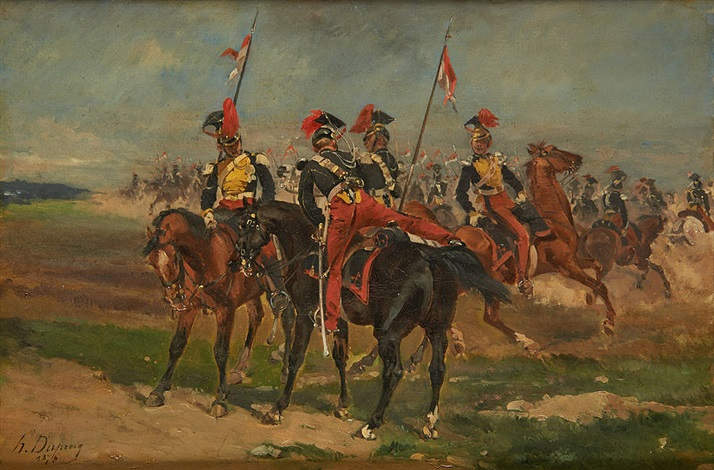
Scène de Cavalerie, localisation inconnue.
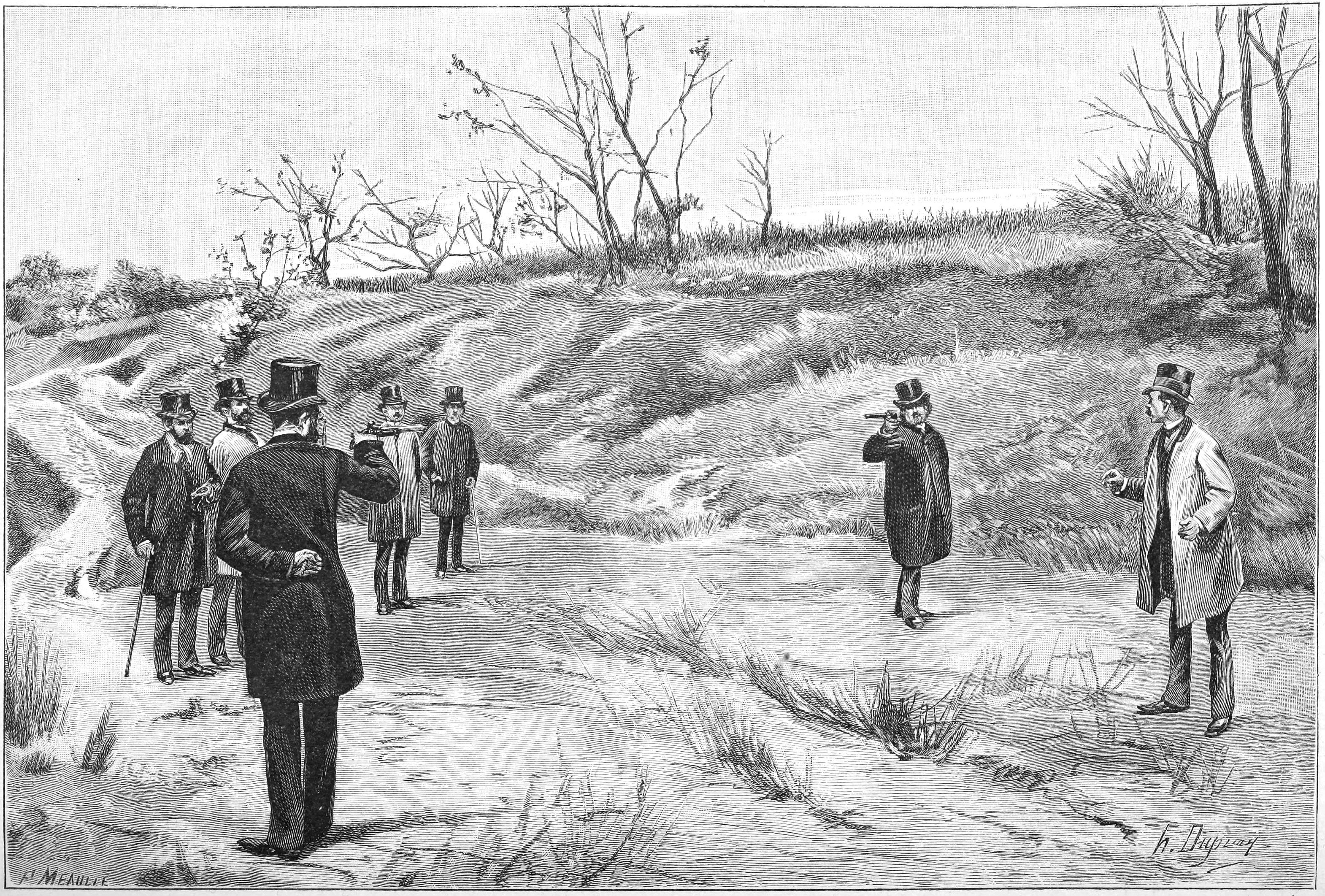
Duel entre Oscar Bardi de Fourtou et Léon Gambetta en 1879, au Plessis-Robinson, illustré par Henri Dupray.